# 奥田精一郎
奥田 精一郎（おくだ せいいちろう、1920年 - 2020年11月13日）は、競泳コーチ。オリンピック選手を多く輩出しているイトマンスイミングスクール名誉会長。
大阪府生まれ。旧制茨木中学（現大阪府立茨木高等学校）卒業。中学5年時には水球日本代表にも選出された。早稲田第二高等学院を経て、早稲田大学に入学、水泳部である「稲泳会」に入部。1942年9月末の繰上卒業で従軍。愛知県豊橋市の陸軍南方軍第2航空師団入隊。その後第7飛行師団司令部付きとなり、フィリピン、ビルマを転戦。鹿児島県知覧町（現南九州市）の知覧陸軍飛行場で終戦を迎え、戦後は家業の造り酒屋で働く。後に競泳コーチに転身。山田スイミングクラブを経て、イトマンスイミングスクール会長となった。
1994年大阪スポーツ大賞、1997年文部大臣スポーツ功労者顕彰、2000年日本水泳連盟特別功労賞を受賞する。
2020年11月13日、老衰のため死去。100歳没。

## 主な指導選手
- 青木まゆみ
- 千葉すず
- 青山綾里
- 山本貴司
- 西側よしみ
- 寺川綾